# Гудмен (переписна місцевість, Вісконсин)
Гудмен (англ. Goodman) — переписна місцевість (CDP) в США, в окрузі Марінетт штату Вісконсин. Населення — 241 особа (2020).

## Географія
Гудмен розташований за координатами 45°37′5″ пн. ш. 88°21′11″ зх. д. / 45.61806° пн. ш. 88.35306° зх. д. (45.618056, -88.352918).  За даними Бюро перепису населення США в 2010 році переписна місцевість мала площу 4,40 км², з яких 4,30 км² — суходіл та 0,09 км² — водойми.

## Демографія
Згідно з переписом 2010 року, у переписній місцевості мешкала 271 особа в 134 домогосподарствах у складі 74 родин. Густота населення становила 62 особи/км².  Було 205 помешкань (47/км²).
Расовий склад населення:
| - 100,0 % — білих |

До двох чи більше рас належало 0,0 %. Частка іспаномовних становила 4,1 % від усіх жителів.
За віковим діапазоном населення розподілялося таким чином: 18,8 % — особи молодші 18 років, 56,8 % — особи у віці 18—64 років, 24,4 % — особи у віці 65 років та старші. Медіана віку мешканця становила 49,1 року. На 100 осіб жіночої статі у переписній місцевості припадало 102,2 чоловіків;  на 100 жінок у віці від 18 років та старших — 103,7 чоловіків також старших 18 років.
Середній дохід на одне домашнє господарство  становив 32 801 долар США (медіана — 27 375), а середній дохід на одну сім'ю — 38 822 долари (медіана — 29 375). За межею бідності перебувало 22,4 % осіб, у тому числі 28,3 % дітей у віці до 18 років та 7,0 % осіб у віці 65 років та старших.
Цивільне працевлаштоване населення становило 92 особи. Основні галузі зайнятості: виробництво — 28,3 %, освіта, охорона здоров'я та соціальна допомога — 21,7 %, транспорт — 17,4 %.